# Lista över insjöar i Sverige med namn som slutar på -havet
Lista över insjöar i Sverige med artikel på Wikipedia som slutar på -havet:
- Katthavet, Södermanland, sjö i Gnesta kommun och Södermanland 59°02′01″N 17°08′05″Ö / 59.03370°N 17.13474°Ö
- Söderhavet, Närke, sjö i Kumla kommun och Närke 59°06′34″N 15°15′16″Ö / 59.10953°N 15.25448°Ö
- Glimbohavet, sjö i Norbergs kommun och Västmanland 60°01′57″N 15°44′02″Ö / 60.03254°N 15.73391°Ö
- Kamhavet, sjö i Norbergs kommun och Västmanland 60°01′51″N 16°03′50″Ö / 60.03087°N 16.06379°Ö
- Stora Katthavet, sjö i Västerås kommun och Västmanland 59°29′09″N 16°17′42″Ö / 59.48573°N 16.29488°Ö
- Svarthavet, sjö i Hällefors kommun och Västmanland 59°56′38″N 14°42′17″Ö / 59.94377°N 14.70464°Ö
- Vithavet, sjö i Hällefors kommun och Västmanland 59°56′08″N 14°42′58″Ö / 59.93543°N 14.71601°Ö
- Bommerhavet, sjö i Filipstads kommun och Värmland 59°51′25″N 13°58′01″Ö / 59.85708°N 13.96703°Ö
- Strutshavet, sjö i Sunne kommun och Värmland 59°49′27″N 12°52′24″Ö / 59.82414°N 12.87329°Ö
- Havet, Dalarna, sjö i Älvdalens kommun och Dalarna 61°21′59″N 13°22′22″Ö / 61.36650°N 13.37271°Ö
- Lushavet (Hedemora socken, Dalarna), sjö i Hedemora kommun och Dalarna 60°18′42″N 15°55′47″Ö / 60.31164°N 15.92977°Ö
- Lushavet (Älvdalens socken, Dalarna), sjö i Älvdalens kommun och Dalarna 61°24′08″N 13°18′33″Ö / 61.40225°N 13.30925°Ö
- Rackhavet, sjö i Älvdalens kommun och Dalarna 61°15′29″N 13°24′35″Ö / 61.25807°N 13.40981°Ö
- Slikåhavet, sjö i Älvdalens kommun och Dalarna 61°25′44″N 13°16′44″Ö / 61.42890°N 13.27900°Ö
- Döda havet, Lappland, sjö i Jokkmokks kommun och Lappland 66°23′52″N 20°58′06″Ö / 66.39775°N 20.96836°Ö